# ATP-toernooi van Melbourne 1
Het ATP-toernooi van Melbourne 1 is een tennistoernooi voor mannen dat voor het eerst in 2021 op de ATP-kalender staat. Het is het eerste van 2 toernooien (naast de Murray River Open) die in de Australische stad Melbourne plaatsvinden; deze toernooien werden in het leven geroepen ter compensatie van de annulatie van Australische tennistoernooien door de coronapandemie in 2021.

## Finales

### Enkelspel
| Jaar | Winnaar       | Finalist          | Score       |
| ---- | ------------- | ----------------- | ----------- |
| 2021 | Jannik Sinner | Stefano Travaglia | 7-6(4), 6-4 |

### Dubbelspel
| Jaar | Winnaars                  | Finalisten                                | Score      |
| ---- | ------------------------- | ----------------------------------------- | ---------- |
| 2021 | Jamie Murray Bruno Soares | Juan Sebastián Cabal Robert Farah Maksoud | 6-3 7-6(7) |

2021
ITF-toernooien (mannen en vrouwen)

ATP-toernooien (mannen) – ATP-seizoen 2025

WTA-toernooien (vrouwen) – WTA-seizoen 2025

Voormalige toernooien mannen
Voormalige toernooien vrouwen
Voormalige amateurtoernooien